# Зоріно (Калінінградська область)
Зоріно (рос. Зорино) — селище Гвардійського міського округу, Калінінградської області Росії. Входить до складу Зоринського сільського поселення.
Населення — 416 осіб (2015 рік).

## Населення
| 2002 | 2010 |
| ---- | ---- |
| 522  | ↘416 |